# Costanzo Costantini
Costanzo Costantini (Isola del Liri, 12 febbraio 1924 – Roma, 8 marzo 2014) è stato un giornalista, scrittore e biografo italiano.

## Biografia
Laureato in filosofia, fu redattore culturale de Il Messaggero di Roma e cronista mondano della Roma notturna di via Veneto dei primi anni '50 del Novecento. Sue interviste sono state pubblicate da Gremese in I Re del cinema e le Regine del cinema.
Ha pubblicato numerose biografie e saggi. Il suo romanzo Ho tentato di vivere fu tradotto in film da Nicolas Roeg sotto il titolo Bad Times.
Ha pubblicato inoltre con Marina Ripa di Meana Cocaina a colazione, le biografie dei tre pittori Mario Schifano, Franco Angeli e Tano Festa, intitolata Roma al Rogo, una requisitoria contro il degrado della città.
Il suo libro su Federico Fellini, uscito in Francia nel 1995 è stato pubblicato in varie lingue.
È il padre del regista Daniele Costantini.

## Opere
- De Chirico il pittore portentoso, Iacobelli Editore - 2012
- Cocaina a colazione, Christian Maretti Editore - 2011
- Vito Bongiorno l'Yves Klein italiano, Il Cigno GG edizioni Roma - 2010[3]
- La storia del Messaggero, Il più grande quotidiano di Roma dalla suafondazione a oggi, Gremese Editore - 2008

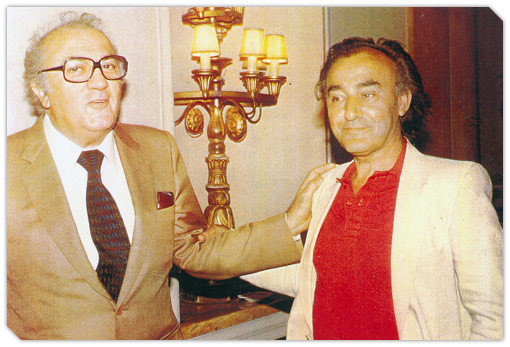
Costantini con Federico Fellini, 1982.

- La luce-colore di Bruno Gorgone, Ediz. italiana, inglese e francese, Sabatelli Editore - 2008
- Roma al rogo. Storie graffianti e ironiche di sesso droga sette sataniche e tentacolare malcostune, L'Airone Editrice Roma - 2008
- Jason Benjamin, If the air could speak. Ediz. italiana e inglese	Barbieri Selvaggi - 2007
- Il pittore misterioso, Silvana - 2006
- Moravia e le sue tre disgrazie, L'Airone Editrice Roma - 2006
- Sangue sulla dolce vita,	L'Airone Editrice Roma - 2006[4]
- Enigma della pietra, Conversazioni con Igor Mitoraj	Il Cigno GG Edizioni - 2004
- Borges. Colloqui esclusivi con il grande scrittore argentino, Sovera Edizioni - 2003
- L'inferno di Fellini, Sovera Edizioni - 2003
- La vita di Manzù,	Il Cigno GG Edizioni - 2002
- Gelsomina. Giulietta Masina racconta...,	Il Calamo - 2001
- "Élan vital. Morena Antonucci", Ve. La. Editrice - 2001
- Uccello del paradiso,	Gremese Editore - 2000
- Le regine del cinema,	Gremese Editore - 1997
- Balthus, Catalogo	Pieraldo - 1996
- L'enigma Balthus,	Gremese Editore - 1996
- Marcello Mastroianni, Vita amori e successi di un divo involontario	Editori Riuniti - 1996
- Omaggio a Federico Fellini, (Carrara Museo civico del marmo 1995)	Bora - 1995
- I graffiti perduti di Berlino,	Gremese Editore - 2009
- Pio Istituto Catel. Concorso di scultura 2004,	Il Cigno GG Edizioni - 2004
- Lee Hyun. La pace nell'infinito. Testo coreano e francese a fronte	Bora - 2004
- I re del cinema,	Gremese Editore - 1997
- Fellini. Raccontando di me. Conversazioni con Costanzo Costantini,	Editori Riuniti - 1996
- Io Federico	Mondadori, 1994
- Umberto Mastroianni. La biografia completa	Bora - 1993
- Franco Marzilli. Spazio Fiat arte. Catalogo della mostra, (Roma 1993)	Bora - 1993
- Manzù una vita straordinaria,	Il Cigno GG Edizioni - 1989

## Premi
- Premio Fregene 7ª Edizione 1985 Giornalismo COSTANZO COSTANTINI "Radio anch'io" (Mondadori)[5]
- Premio Fregene 11ª Edizione, 1989 Costume COSTANZO COSTANTINI "Superveleno" (Newton Compton)[5]